# Little Joe (fusée)
Pour les articles homonymes, voir Little Joe (homonymie).

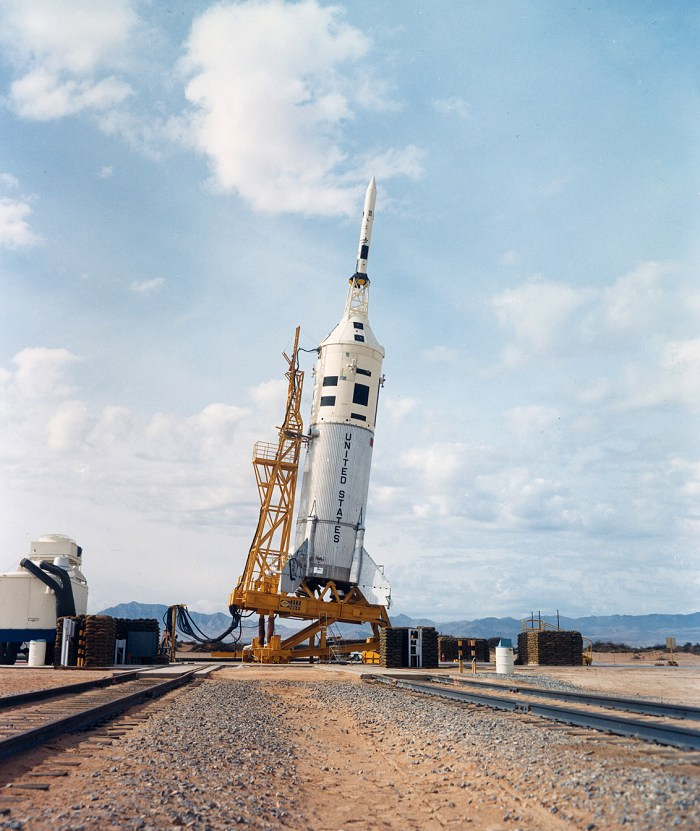
La fusée Little Joe II du vol A004 à White Sands

La fusée Little Joe est un lanceur développé par l'agence spatiale américaine (NASA) et utilisé entre 1959 et 1966 pour tester le comportement des vaisseaux spatiaux des programmes américains Mercury et Apollo durant les phases critiques de leur vol, en particulier au moment où la pression aérodynamique est maximale (Max Q). Little Joe a été utilisée pour la qualification en vol de la tour de sauvetage et du déploiement des parachutes.
Conçue pour être simple et peu coûteuse, la Little Joe est construite en combinant sous forme de fagot un nombre variable d'étages de fusée à propergol solide existants : Recruit, Pollux, Castor et Algol (en). Les performances du lanceur lui permettent de propulser une maquette du vaisseau à l'échelle 1 à des vitesses supersoniques sur une trajectoire parabolique. 
La première version du lanceur, Little Joe I, capable de propulser jusqu'à une altitude de 160 km la capsule Mercury avec sa tour de sauvetage, a été lancée à huit reprises entre 1959 et 1961 et a connu deux échecs. Little Joe II, deuxième version beaucoup plus puissante développée pour le programme Apollo, a été lancée à cinq reprises entre 1963 et 1966 et a connu un échec. Les deux versions ont joué un rôle important dans la mise au point des véhicules spatiaux.

## Little Joe I

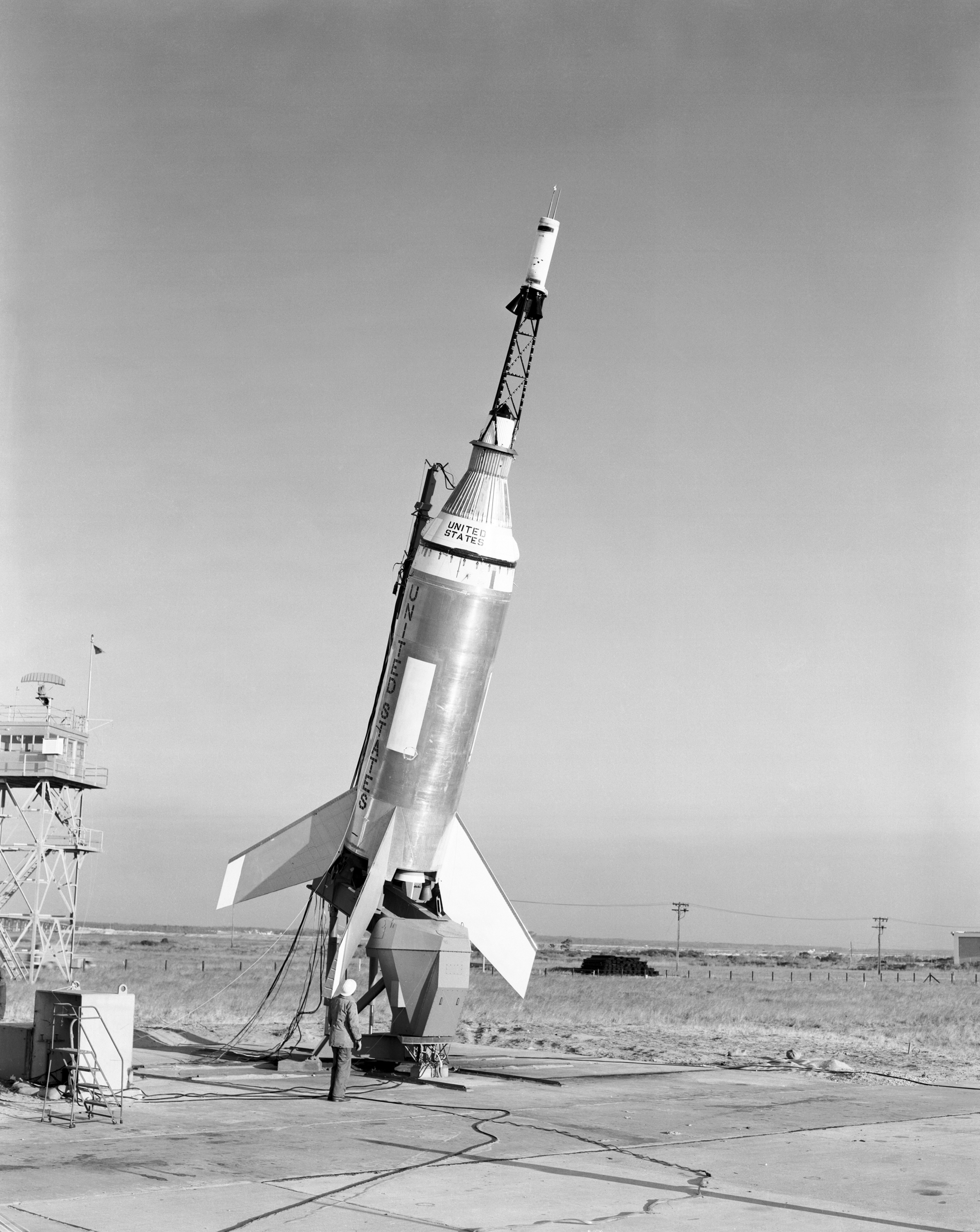
La première fusée Little Joe I effectivement lancée à Wallops Island : le vol LJ-6

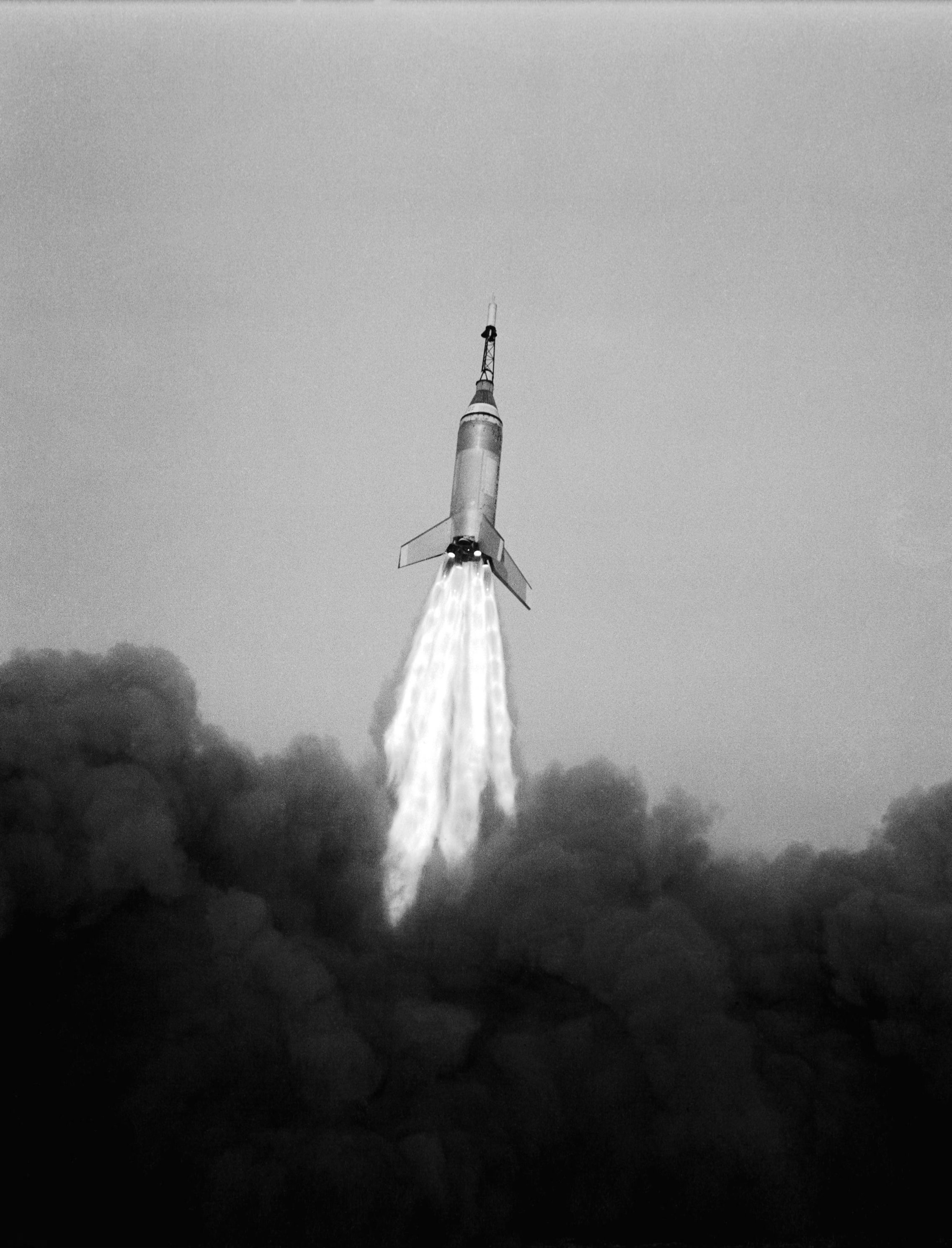
Lancement de la Little Joe I du vol LJ-6

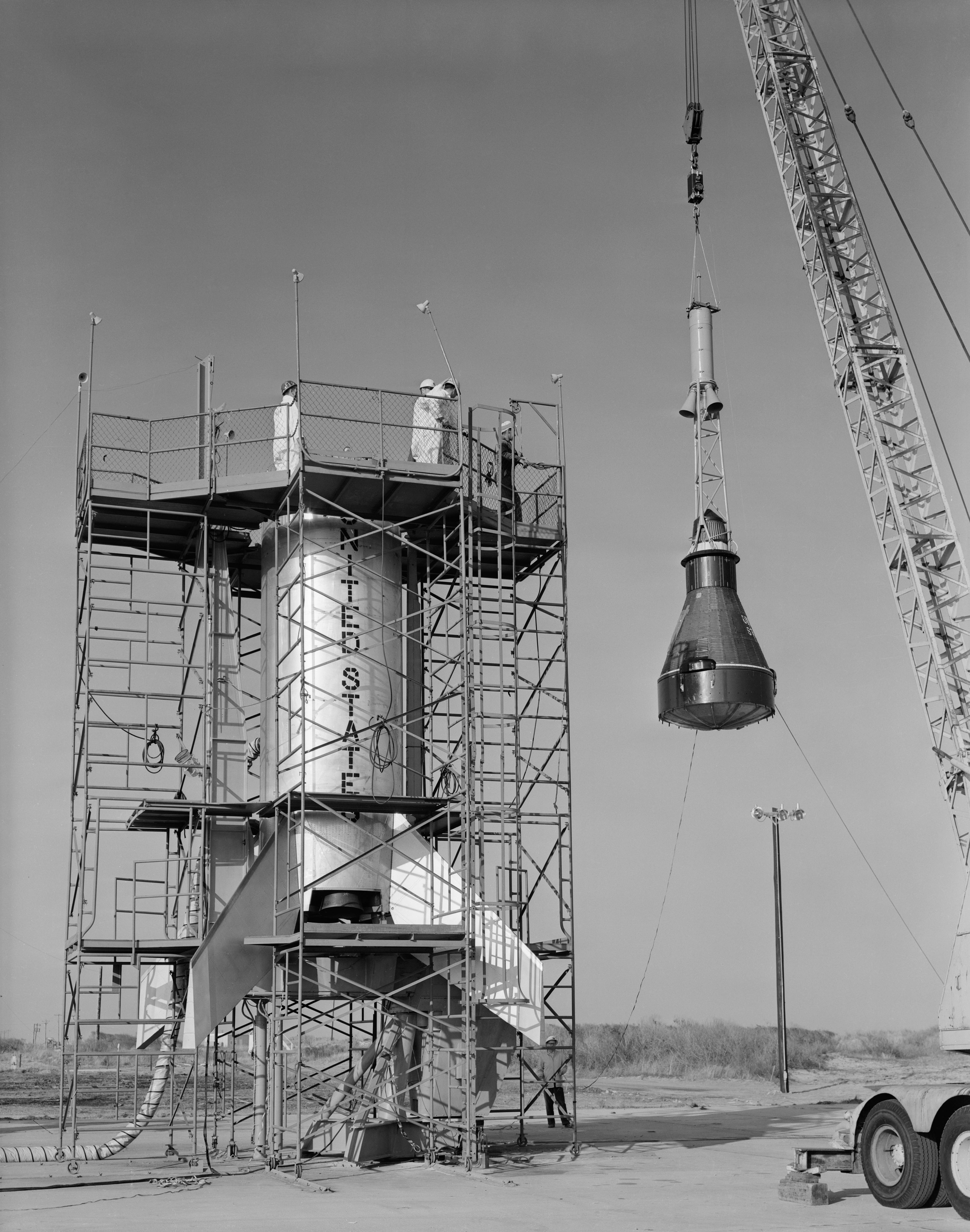
Assemblage de la fusée et de la capsule Mercury pour le vol LJ-5A

La construction de la première version de la fusée Little Joe est initiée dans le cadre du programme Mercury, premier programme spatial habité américain à partir d'un concept développé par Maxime Faget et Paul Purser. L'objectif est de limiter les coûts de qualification en vol de la tour de sauvetage et du déploiement des parachutes de la capsule Mercury. Le coût unitaire d'un exemplaire des lanceurs utilisés pour le projet Mercury - Mercury-Redstone (1 million $) et Atlas (2,5 millions $) - semble à l'époque trop élevé pour des tests qui peuvent se contenter d'une fusée rustique. En combinant des propulseurs à poudre existants dans un ensemble non guidé et mono-étage, les responsables du projet parviennent à obtenir un lanceur dont les performances égalent celles de la Mercury-Redstone pour un cinquième de son prix.  
La structure de la fusée Little Joe I, commune à tous les exemplaires, regroupe une combinaison variable d'étages de fusée à propergol solide déjà en production à la conception du lanceur : de 2 à 4 fusées de type Pollux ou  Castor (26 tonnes de poussée durant 37 secondes) complétés par un nombre variable de fusées (de 1 à 4)  Recruit (17 tonnes de poussée durant 1,53 seconde) qui accroissent la poussée au moment du décollage. La masse du seul lanceur est comprise, selon les configurations, entre 11 et 18 tonnes. Les fusées Castor et Pollux sont, soit toutes mises à feu au lancement, soit allumées en deux temps, permettant de doubler la durée de la phase propulsée. 
Les dimensions de la fusée seule (environ 7,5 mètres de haut pour 2 mètres de diamètre hors adaptateur et empennage) ont été fixées par le diamètre de la capsule Mercury (1,90 m) et la longueur des propulseurs Castor. L'ensemble constitué par le lanceur, la capsule Mercury et la tour de sauvetage culmine à 15 mètres. Les ailerons de l'empennage, très important pour assurer la stabilité en vol du lanceur, dépassent du corps de la fusée de plus de 2 mètres. La structure interne est composée de quatre alvéoles verticaux destinés à recevoir les fusées Castor ou Pollux et de quatre alvéoles de petite taille, situés entre ces derniers et pouvant recevoir des fusées Recruit. La NASA lance un appel d'offres pour la construction du lanceur qui est remporté par la division missiles du constructeur aéronautique North American fin décembre 1958.

### Chronologie des vols de Little Joe I
Huit vols ont été effectués : quatre tests sont des échecs dont deux imputables au lanceur. Les lancements ont tous eu lieu au Wallops Flight Facility.
Le premier vol de la Little Joe (LJ-1) devait intervenir le 21 août 1959. Il emporte une maquette de la capsule Mercury et une tour de sauvetage fonctionnelle. Son objectif est de tester le fonctionnement de la tour de sauvetage dans les conditions de pression aérodynamique les plus sévères à Max Q. Mais le moteur-fusée de la tour se déclenche accidentellement au sol, 35 minutes avant l'heure du décollage, en arrachant la maquette de la capsule Mercury et en laissant le lanceur au sol. L'origine de ce faux départ est un courant « vagabond ».
En octobre 1959 de la même année, le lanceur qui n'avait pu être mis à feu en août est reconditionné et lancé cette fois avec une tour de sauvetage inerte pour valider le fonctionnement de la fusée. Les propulseurs à poudre Pollux sont allumés en deux temps pour obtenir la durée de vol propulsée la plus longue. Le vol LJ-6 monte jusqu'à une altitude de 74 km en deux minutes et demie puis la fusée est détruite par commande à distance démontrant le bon fonctionnement de l'ensemble.
Le lanceur Little Joe ayant été qualifié, le vol LJ-1A programmé en novembre 1959 tente à nouveau de tester le comportement de la tour de sauvetage à Max Q. Malheureusement la mise à feu de celle-ci se déclenche 10 secondes trop tard alors que la pression aérodynamique est le dixième de celle prévue pour les tests. La séquence de séparation, d'ouverture des parachutes et d'amerrissage se déroulent par contre de manière nominale. La qualification de la tour de sauvetage est remise à plus tard car deux vols ayant d'autres objectifs sont déjà programmés.
Le vol suivant, LJ-2, doit tester le comportement d'un être vivant durant un vol spatial. À cet effet la capsule emporte Sam un macaque rhésus dans le cadre d'une expérience préparée par l'École de médecine aérospatiale ainsi que des graines, des préparations de cellules nerveuses, etc. Il s'agit surtout de tester l'effet de l'apesanteur mais également celui du rayonnement à haute altitude. Le vol doit également permettre de tester le fonctionnement de la tour de sauvetage à haute altitude et à grande vitesse ainsi que le comportement du bouclier thermique durant la rentrée dans l'atmosphère. Le 4 décembre 1959, le lanceur atteint l'altitude de 30 km à la fin de la phase propulsée. La capsule s'en détache et sur sa lancée, et aidée par le propulseur de la tour de sauvetage, parvient à se hisser à 98 km d'altitude, toutefois 30 km en dessous de l'altitude visée. Sam subit trois minutes d'apesanteur et est récupéré vivant après un séjour en mer de près de 6 heures, le temps que le destroyer chargé de sa récupération repère la capsule. Le vol est un succès.
En janvier 1960, le vol LJ-1B permet enfin de tester le fonctionnement de la tour de sauvetage à Max Q dans des conditions nominales. La capsule emporte Miss Sam un macaque rhésus qui doit réaliser des tests destinés à prouver l'aptitude des futurs astronautes durant les phases de vol les plus sévères. Lorsque le lanceur parvient à 17 km d'altitude en atteignant une vitesse de mach 3, la tour de sauvetage se déclenche et arrache la tour de la fusée en fournissant un delta-v supplémentaire de 75 m/s. Le vaisseau amerrit 8 minutes et demie après son envol et le singe est ramené en hélicoptère à son point de départ 45 minutes après le décollage. L'analyse du vol démontre que le singe a convenablement rempli sa tâche sauf durant les 30 secondes qui ont suivi le déclenchement du propulseur de la tour de sauvetage ce qui jette un doute sur la capacité des astronautes à réagir en cas de problème à l'ouverture du parachute.
Le vol LJ-5 en novembre 1960 emporte la première capsule Mercury de série, qu'elle doit qualifier. Le vol est un échec : le moteur-fusée de la tour de sauvetage se déclenche de manière prématurée 15 secondes après le décollage et la capsule refuse de se séparer du lanceur. Les deux incidents resteront inexpliqués. Le vol LJ-5A de mars 1961 est une répétition du vol LJ-5 en simulant les conditions de vol d'un vaisseau Mercury propulsé par une fusée Atlas. Mais le problème rencontré durant le vol précédent se reproduit : allumage prématuré du moteur de la tour de sauvetage et échec de la séparation du lanceur et de la tour de sauvetage. Le moteur de séparation de la capsule, utilisé normalement à l'issue de la phase propulsé, est alors mis à feu pour réaliser la séparation mais dans des conditions très différentes de celles prévues : la capsule bascule sur le côté, manque d'être percutée par le lanceur, perd la tour de sauvetage ainsi que le compartiment de l'antenne et déclenche dans des conditions hors normes l'ouverture des parachutes principal et de réserve. La capsule amerrit normalement et est récupérée pratiquement intacte.
La dernière fusée Little Joe disponible est lancée en avril 1961. La pression sur les équipes est considérable. Le vol LJ-5B réutilise la capsule Mercury du vol précédent qui a été reconditionnée. Le système de séparation avec le lanceur a été revu et des vérifications poussées ont été effectuées pour s'assurer que le moteur de la tour de sauvetage ne se déclenchera pas de manière prématurée. Lorsque la fusée s'élance, les témoins se rendent compte que l'un des propulseurs à poudre du lanceur ne s'est pas allumé ce qui modifie complètement la trajectoire qui est beaucoup plus basse que planifiée. Lorsque le moteur de la tour de sauvetage est mis à feu au moment programmé, l'altitude atteinte est relativement basse et en conséquence la pression aérodynamique est deux fois plus élevée que celle prévue. Néanmoins la séparation, le déploiement des parachutes et l'amerrissage se déroulent de manière nominale ce qui qualifie le fonctionnement de la tour de sauvetage dans des conditions de fonctionnement beaucoup plus sévères que celles qu'elle devrait rencontrer.
| Mission | Propulsion          | Date lancement   | Durée de la phase propulsée | Altitude max | Vitesse max (Mach) | Commentaire                                                                                      |
| ------- | ------------------- | ---------------- | --------------------------- | ------------ | ------------------ | ------------------------------------------------------------------------------------------------ |
| LJ-1    | 4 Pollux, 4 Recruit | 21 août 1959     | -                           | -            | -                  | Échec. Lanceur reste au sol.                                                                     |
| LJ-6    | 4 Pollux, 4 Recruit | 4 octobre 1959   |                             | 74 km        | 3,5                | Succès                                                                                           |
| LJ-1A   | 2 Pollux, 4 Recruit | 4. novembre 1959 |                             | 13 km        | 1,9                | Demi-succès du test : déclenchement tardif de la tour de sauvetage.                              |
| LJ-2    | 4 Castor, 4 Recruit | 4 décembre 1959  |                             | 98 km        | 5,2                | Succès (avec macaque rhésus à bord)                                                              |
| LJ-1B   | 2 Pollux, 4 Recruit | 21 janvier 1960  |                             | 17 km        | 3,0                | Succès (avec macaque rhésus à bord)                                                              |
| LJ-5    | 2 Pollux, 4 Recruit | 8 novembre 1960  |                             | 16,5 km      | 1,7                | Échec du test : allumage prématuré de la tour de sauvetage et pas de séparation lanceur-capsule. |
| LJ-5A   | 4 Castor, 4 Recruit | 18 mars 1961     |                             |              |                    | Échec du test : allumage prématuré de la tour de sauvetage et pas de séparation lanceur-capsule. |
| LJ-5B   | 4 Castor, 4 Recruit | 28 avril 1961    |                             |              |                    | Succès du test ; défaillance partielle du lanceur.                                               |

## Little Joe II

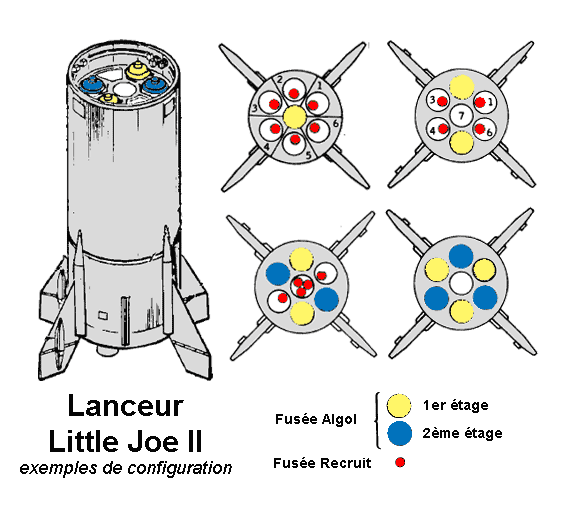
Schéma des différentes configurations d'une fusée Little Joe II

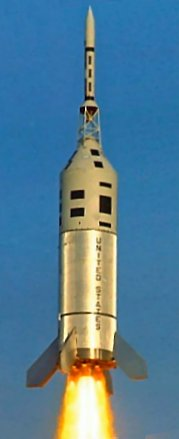
Lancement d'une fusée Little Joe II avec un vaisseau spatial Apollo

La fusée Little Joe II reprend le concept développé pour le programme Mercury, en l'adaptant aux besoins du programme Apollo en particulier à la forte augmentation de la charge utile dont la masse est multipliée par dix. Début 1962, la NASA lance un appel d'offres pour la construction de cinq lanceurs Little Joe II. Le contrat est remporté en mai 1962 par la société aéronautique américaine Convair qui propose de réaliser les quatre exemplaires au prix de 4,4 millions de dollars.
Cette version est conçue pour valider le comportement en vol du module de commande et de service Apollo qui pèse dans le cadre de ces tests environ 15 tonnes. Pour y parvenir, les fusées Pollux et Castor sont remplacées par un à six propulseurs à propergol solide Algol-1D (en) (46 tonnes de poussée durant 40 secondes), qui ont été développés pour la fusée Scout, complétés par un nombre variable de fusées Recruit (17 tonnes de poussée durant 1,53 seconde) utilisées pour le décollage.    
Comme dans la version précédente, tous les propulseurs sont regroupés dans une structure commune à tous les exemplaires du lanceur. En fonction de la nature du test effectué, la fusée emporte une composition variable de propulseurs. La masse du lanceur avec sa charge utile varie ainsi de 26 tonnes (vol A001) à 80 tonnes (vol A003). Sur les deux derniers exemplaires du lanceur, les fusées Algol sont allumées en deux temps pour prolonger la durée de la phase propulsée.  
| Configuration | Nbre de fusées Recruit | Nbre de fusées Algol-1D 1er étage | Nbre de fusées Algol-1D 2e étage |
| ------------- | ---------------------- | --------------------------------- | -------------------------------- |
| 6-1-0         | 6                      | 1                                 | 0                                |
| 4-2-0         | 4                      | 2                                 | 0                                |
| 5-2-2         | 5                      | 2                                 | 2                                |
| 0-3-3         | 0                      | 3                                 | 3                                |

Le diamètre de la fusée est identique à celui du vaisseau Apollo (3,9 m) tandis que sa longueur est calculée pour être compatible avec celle du propulseur Algol (10 mètres). Avec sa charge utile, l'ensemble, de forme particulièrement trapue, culmine à 26 mètres.
La structure interne est constituée de sept alvéoles verticaux ; un alvéole central et six alvéoles situés sur la circonférence. Chaque alvéole peut recevoir selon le cas une fusée Algol ou de une à trois fusées Recruit. Le dimensionnement de la structure est volontairement conservateur car du fait de son concept son poids n'est pas un critère essentiel.
Comme dans le cas de Little Joe I, le lanceur a un empennage important (ailerons dépassant de 2,5 mètres) pour que la fusée soit stable sur le plan aérodynamique. Au lancement, lorsque la vitesse est trop basse pour que l'empennage agisse, des petites fusées fonctionnant à l'azote et placées à l'emplanture des ailerons stabilisent l'orientation. Sur les deux premiers exemplaires, l'empennage est fixe. Sur les trois derniers exemplaires, des gouvernes sont ajoutées pour les phases de vol à grande vitesse.
Le coût de construction des cinq lanceurs s'est élevé en tout à 18 millions de dollars (1966).

### Chronologie des vols de Little Joe II
Cinq vols ont lieu entre 1963 et 1966 au White Sands Missile Range (Nouveau-Mexique) au milieu du continent nord-américain : l'atterrissage des vaisseaux Apollo utilisés pour les tests a donc lieu sur le sol ferme. Le premier lancement en août 1963 permet de qualifier la fusée qui suit une trajectoire identique à celle du premier vol opérationnel programmé : la fusée emporte une charge utile simulant la masse et l'aérodynamisme du vaisseau Apollo et de la tour de sauvetage.
Le premier lancement opérationnel A001, qui emporte une maquette du vaisseau, doit permettre de qualifier le fonctionnement de la tour de sauvetage dans des conditions de pression aérodynamique maximum à vitesse subsonique. Le test est un succès. A002 est le premier vol utilisant un lanceur doté d'ailerons mobiles. L'objectif de la mission était de tester le fonctionnement de la tour de sauvetage dans des conditions de pression aérodynamique maximum (Max Q à mach 1,5). Les objectifs secondaires sont de tester le système de protection thermique du vaisseau qui le protège des gaz éjectés par la tour de sauvetage ainsi que l'empennage canard de la tour permettant d'écarter le vaisseau durant l'éjection. 
Le troisième lancement A003 a comme objectif de tester le fonctionnement de la tour de sauvetage à très haute altitude (33 km). Une des gouvernes du lanceur se bloque 2 secondes après le lancement et la fusée est détruite de manière prématurée au bout de 26 secondes, alors qu'elle se trouve à moins de 2 km d'altitude. Sous la pression aérodynamique, le vaisseau se détache du lanceur, perd la tour de sauvetage mais réussit à déployer ses parachutes et à effectuer un atterrissage en douceur.
Le dernier test (A004) emporte un vaisseau Apollo de série ; il est destiné à qualifier le fonctionnement de la tour de sauvetage dans des conditions combinant forte pression aérodynamique et grande vitesse (mach 2,5). Le test est un succès.
| Mission | Configuration | Date de lancement | Durée vol propulsé | Masse au décollage | Vitesse maximum | Altitude atteinte |
| ------- | ------------- | ----------------- | ------------------ | ------------------ | --------------- | ----------------- |
| QTV     | 6-1-0         | 28 août 1963      | 26 s               | 25,9 tonnes        | mach 0,93       | 5,5 km            |
| A-001   | 6-1-0         | 13 mai 1964       | 28 s               | 26,3 tonnes        | mach 0,94       | 5,9 km            |
| A-002   | 4-2-0         | 8 décembre 1964   | 36 s               | 42,8 tonnes        | mach 1,56       | 9,8 km            |
| A-003   | 0-3-3         | 19 mai 1965       | 26 s (échec)       | 80,4 tonnes        | mach 0,75       | 3,8 km            |
| A-004   | 5-2-2         | 20 janvier 1966   | 74 s               | 63,4 tonnes        | mach 2,43       | 18,6 km           |